# Joan La Barbara
Joan La Barbara (Filadelfia, 8 giugno 1947) è una compositrice e cantante statunitense.
Citata come una cantante virtuosa e influente nell'ambito della musica contemporanea, La Barbara inventò un nuovo linguaggio musicale caratterizzato da sussurri, lamenti, sospiri, suoni inspirati e polifonie. Tuttavia, alcune sue composizioni includono anche brani da camera, orchestrali, corali nonché colonne sonore di balletti, film e programmi televisivi.

## Biografia
La Barbara studiò al conservatorio con il soprano Helen Boatwright all'Università di Syracuse e con il contralto Marion Freschi alla Juilliard School di New York.
Le sue opere realizzate durante la prima metà degli anni settanta si concentrano sulla sperimentazione e investigazione di timbri e toni vocali, della respirazione circolare (ispirata ai suonatori di corno francese), e della tecnica di canto armonico. Durante la seconda metà del decennio, le sue composizioni divennero più strutturate, caratterizzate da voci sovrapposte e accompagnate da sonorità elettroniche.
Compose ed eseguì anche il brano per elettronica e voce Signing Alphabet della serie animata Sesame Street. Nel 2014 prese parte al film River of Fundament dell'artista Matthew Barney. Eseguì e registrò opere da compositori quali John Cage, Robert Ashley, Morton Feldman, Philip Glass, Larry Austin, Peter Gordon, Alvin Lucier, e suo marito Morton Subotnick. Collaborò anche con il coreografo Merce Cunningham e il poeta Kenneth Goldsmith. La Barbara lavora attualmente come insegnante nella facoltà di composizione alla Steinhardt School of Culture, Education, and Human Development di New York.

## Discografia parziale

### Album
- 1976 - Voice Is the Original Instrument: Early Works
- 1978 - Tapesongs
- 1980 - The Reluctant Gypsy
- 1983 - As Lightning Comes, In Flashes
- 1985 - The Art of Joan La Barbara
- 1990 - Silent Scroll on Newband Plays Microtonal Works
- 1991 - Sound Paintings
- 1993 - Computer Music Series, Vol.13, The Virtuoso in the Computer Age III, l'albero dalle foglie azzurre, for solo oboe and computer music on tape
- 1994 - 73 Poems
- 1998 - Shamansong
- 1994 - Awakenings, for chamber ensemble
- 2003 - Voice Is the Original Instrument: Early Works
- 2009 - io: atmos

### Collaborazioni
- 1973 - The Rape of El Morro (1973) (con Don Sebesky)
- 1973 - The Living Theatre with Wavy Gravy and The New Wilderness Preservation Band
- 1973 - Dr. Selavy's Magic Theatre (con Stanley Silverman e Richard Foreman)
- 1973 - Jim Hall Commitment
- 1973 - Your Own Self (con Garrett List)
- 1974 - Voices and Organ (con Steve Reich)
- 1974 - Music in 12 Parts (Parts 1 & 2) (con Philip Glass)
- 1977 - North Star (con Philip Glass)
- 1977 - Yellow (con Bruce Ditmas)
- 1978 - Aeray Dust (con Bruce Ditmas)
- 1978 - Solo for voice 45 (con John Cage)
- 1985 - The Last Dream of the Beast (con Morton Subotnick)
- 1987 - Jacob's Room (con Morton Subotnick)
- 1989 - Three Voices for Joan La Barbara (con Morton Feldman)
- 1990 - Music in 12 Parts (1990) (con Philip Glass)
- 1990 - Joan La Barbara Singing Through John Cage (con John Cage)
- 1991 - Voices and Organ (con Steve Reich)
- 1992 - Improvement (con Robert Ashley)
- 1992 - The Waves on Any Resemblance is Purely Coincidental (con Charles Dodge)
- 1993 - All my hummingbirds have alibis (con Morton Subotnick)
- 1993 - La Barbara on CDCM Computer Music Series, Vol. 13, The Virtuoso in the Computer Age III (con Larry Austin)
- 1995 - John Cage at Summerstage with Joan La Barbara, William Winant and Leonard Stein (con John Cage)
- 1999 - Your Money My Life Goodbye (con Robert Ashley)
- 2000 - Dust (con Robert Ashley)
- 2004 - Celestial Excursions (con Robert Ashley)
- 2007 - Now Eleanor's Idea (con Robert Ashley)